# (31801) 1999 LY26
1999 أل واي 26 (ويعرف أيضًا باسم (31801) 1999 أل واي 26 وفق تسمية الكوكب الصغير) (بالإنجليزية: 1999 LY26)‏ هو كويكب ضمن حزام الكويكبات؛ وترتيبه 31801 من حيث الاكتشاف.
اكتُشف هذا الجُرم الفلكي بواسطة بحث لنكولن عن الكويكبات القريبة من الأرض في 9 يونيو 1999.

## وصلات خارجية
- (31801) 1999 LY26 في قاعدة بيانات مختبر الدفع النفاث لأجرام النظام الشمسي الصغيرة

- الاكتشاف · مخطط المدار ·  العناصر المدارية · المعلمات المادية

- (31801) 1999 LY26 على موقع ويكي سكاي: DSS2, SDSS, GALEX, IRAS, Hydrogen α, X-Ray, Astrophoto, Sky Map, Articles and images